# Staruszek w ogniu odmłodzony
Staruszek w ogniu odmłodzony (Das junggeglühte Männlein) – baśń braci Grimm opublikowana w ich zbiorze Baśni z 1815 roku (tom 2, nr 147).

## Treść[1]
Pan Jezus w towarzystwie świętego Piotra wędrowali po świecie. Pewnego dnia zatrzymali się w domu kowala, który udzielił im gościny. Przebywał tam też pewien żebrak wyniszczony wiekiem i chorobami. Pan Jezus postanowił go uzdrowić. Umieścił go w rozpalonym do czerwoności piecu. Kiedy żebrak opuścił piec był młody, zdrowy i pełen sił. Gdy Pan Jezus i św. Piotr odeszli, kowal postanowił odmłodzić swoją teściową. Umieścił ją w rozgrzanym piecu, ale kobieta nie tylko nie odmłodniała, ale jeszcze dotkliwie się poparzyła. Jej widok tak przeraził żonę i pasierbicę kowala, że tej nocy obie kobiety, które były brzemienne, urodziły zamiast dzieci małpy. Obie uciekły do lasu, dając początek wszystkim małpom.